# Турчинове (заказник)
 Турчинове— гідрологічний заказник місцевого значення в Україні. Розташований у межах Бобровицької міської громади Ніжинського району Чернігівської області на захід від с. Браниця (Київська область).
Площа — 14 га. Статус присвоєно згідно з рішенням Чернігівського облвиконкому від 27.12.1984 року. № 454. Перебуває у віданні ДП «Ніжинське лісове господарство» (Коляжинське лісництво, кв. 94, 95).
Охороняється низинне болото з заростями осоки. Заказник має велике значення в регулюванні рівня ґрунтових вод прилеглих територій.